# Coleophora cecidophorella
Coleophora cecidophorella is een vlinder uit de familie kokermotten (Coleophoridae). De wetenschappelijke naam is voor het eerst geldig gepubliceerd in 1972 door Oudejans.
De soort komt voor in Europa.